# 안나 (마리아의 어머니)
성녀 안나는 다윗 왕의 후손으로 마리아의 친모이자 예수 그리스도의 외할머니이다. 안나라는 이름은 그녀의 히브리식 이름인 한나(히브리어: חַנָּה)를 그리스어로 음역한 것이다. 성녀 안나는 교회의 전승 속에 전해지는 인물로, 정경 복음서에는 등장하지 않는다. 야고보의 원복음서라고도 불리는 야고보 복음서에 등장한다.

## 교회의 전승
안나가 아이를 갖게 된 이야기는 사무엘의 출생 이야기와 유사한 점이 있는데, 마리아의 어머니 안나 또한 고결한 생활을 하며 사람들의 존경을 받았으나 오랫동안 아이를 갖지 못하였다. 안나는 12세기 전까지 서방 교회에서는 거의 관심을 받지 못했지만, 동방 교회에서는 안나에 대한 신심이 6세기부터 이미 나타나기 시작하였다. 동방 정교회의 전승에서 안나는 하느님의 성조라는 칭호를 하사받았으며, 마리아의 탄생 축일과 마리아의 자헌 축일 등 열두 개의 대축일 가운데 두 개의 축일에서 기념 받고 있다. 동방 정교회에서는 또한 7월 26일을 성녀 안나의 안식 축일로 지내고 있다.

## 약력
요아킴이 안나의 유일한 남편이라는 신학자들도 있고 혹은 안나가 세 번 결혼했다고 주장하는 신학자들도 있다. 다마스쿠스의 성 요한은 강론에서 안나는 딱 한번 결혼했다고 가르쳤다. 중세 시대 후반부에는 안나가 세 번 결혼했다는 주장이 받아들여졌는데, 첫 번째 남편은 요아킴, 두 번째 남편은 클로파스, 마지막 세 번째 남편은 솔로마스이며, 세 남편과의 사이에서 모두 딸 한 명씩을 낳았다는 것이다. 요아킴과의 사이에서는 예수 그리스도의 어머니인 성모 마리아, 클로파스와의 사이에서는 클로파스의 마리아, 솔로마스와의 사이에서는 마리아 살로메로 알려져 있다.
이와 비슷하게 4세기경과 15세기경에는 안나가 처녀인 상태로 동정 마리아를 낳았다는 주장이 나타났다. 16세기 가톨릭 신비가인 발렌틴 바이겔은 안나가 성령의 힘을 받아 마리아를 낳았다고 주장하였다. 그러나 이러한 주장들은 1677년 가톨릭교회에 의해 이단으로 단죄되었다. 대신에 마리아는 다른 보통 사람들처럼 정상적으로 잉태되고 태어났지만, 그리스도를 잉태할 여인으로 정해졌기에 은총으로 인하여 원죄로부터 보호받았다고 가르친다. 마리아가 원죄에 물듦 없이 잉태되어 태어난 것을 무염시태라고 일컫는다.

## 회화

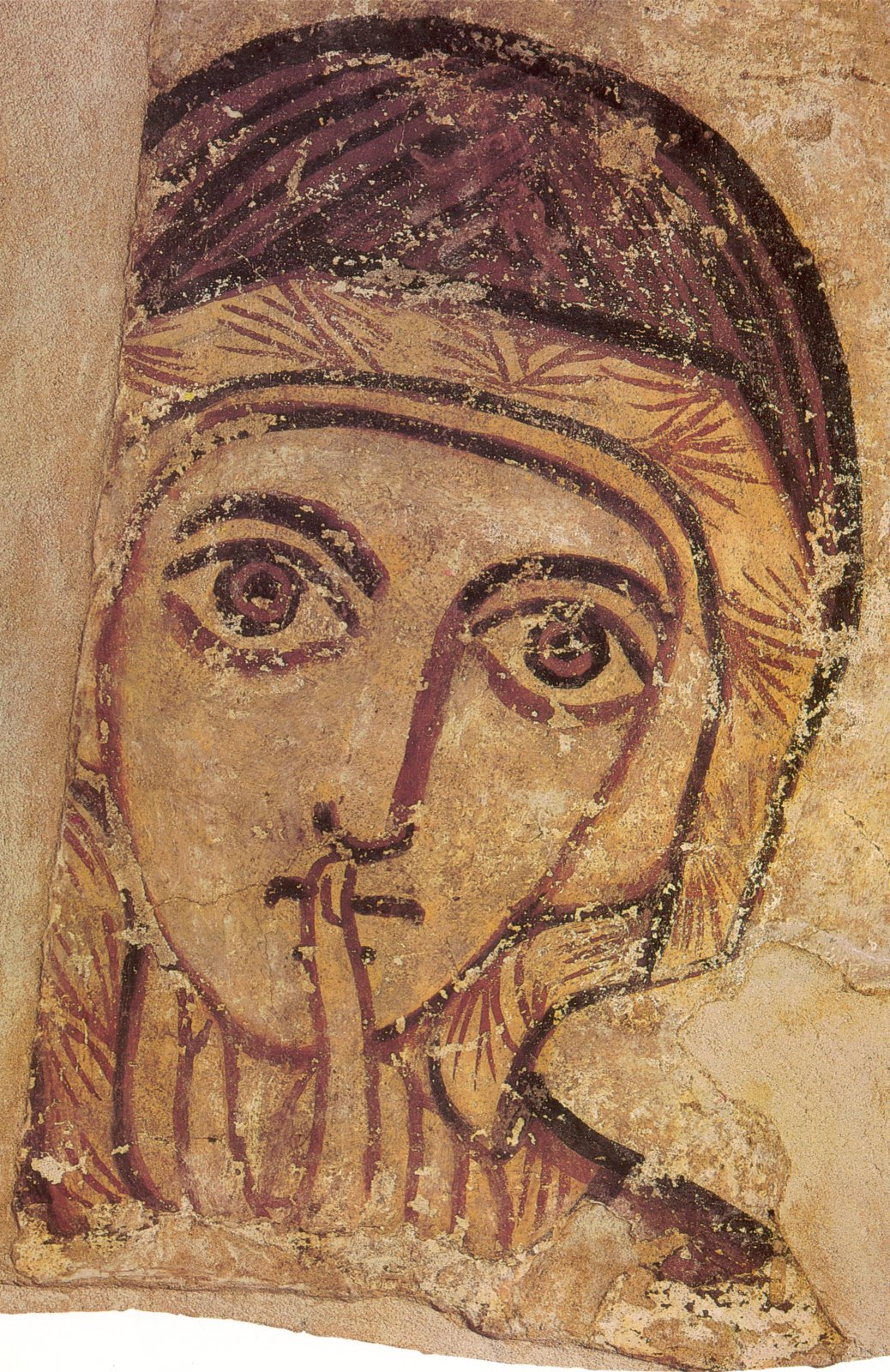
8세기 콥트 교회 성화
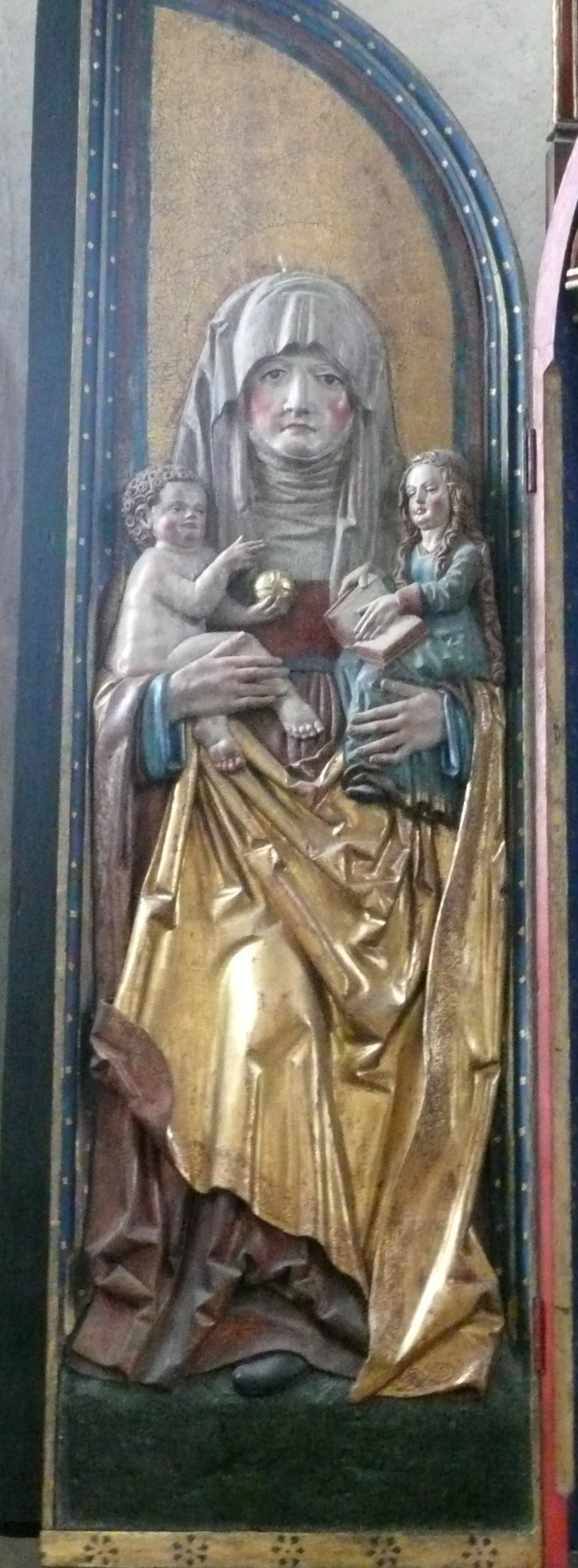
어린 마리아와 그리스도를 품에 안은 성녀 안나, 15세기 독일
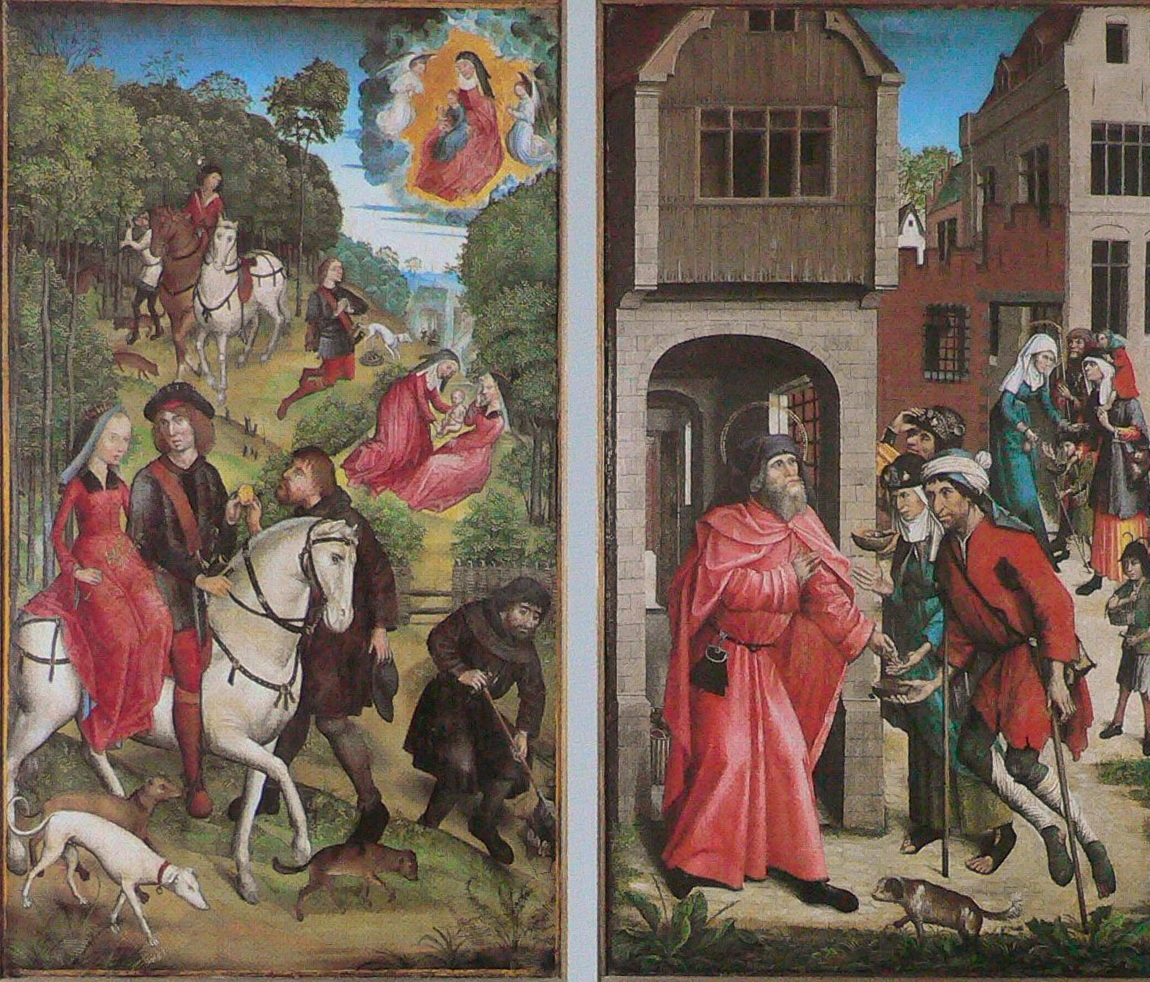
성녀 안나의 성인전, 15세기 독일
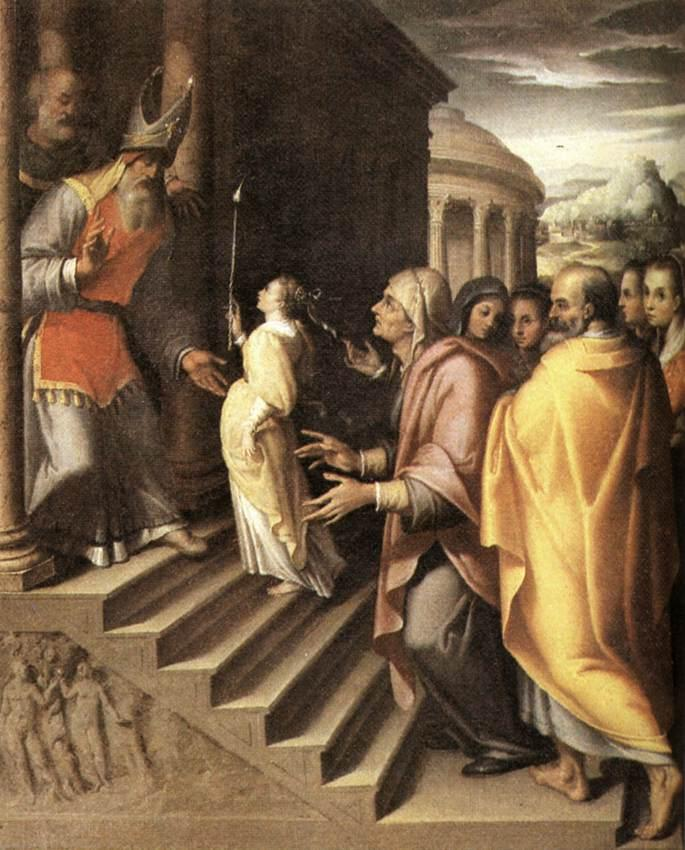
복되신 동정 마리아의 자헌
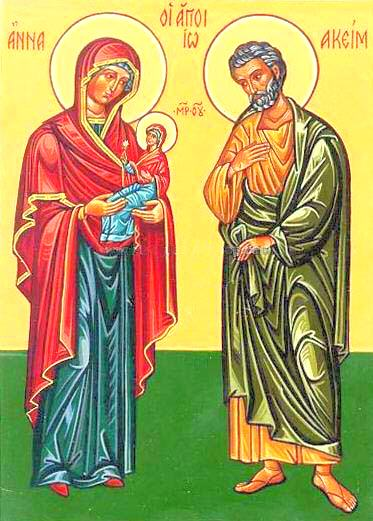
성 요아킴과 성녀 안나와 성모 마리아
성녀 안나와 성모 마리아와 아기 예수, 레오나르도 다빈치 작품

## 같이 보기
- 요아킴